# Норвегия на зимних Паралимпийских играх 2010
Норвегия на зимних Паралимпийских играх 2010 года, проходивших в канадском городе Ванкувере, была представлена 27 спортсменами, которые соревновались в 4 видах спорта: следж-хоккее, лыжных гонках, кёрлинге на колясках и биатлоне. Норвежские паралимпийцы завоевали 6 медалей, из них 1 золотую, 3 серебряных и 2 бронзовые. Паралимпийская сборная Норвегии заняла 12 общекомандное место.

## Медали
| Ванкувер 2010 | Золото | Серебро | Бронза | Всего |
| Норвегия      | 1      | 3       | 2      | 6     |

## Медалисты
| М. | Призёры | Вид спорта   | Дисциплина                               | Прим. |
| -- | --- | ------------ | ---------------------------------------- | ----- |
| 1  | Нильс-Эрик Ульсет | Биатлон      | 12,5 км стоя (мужчины)                   | [ 4 ] |
| 2  | Нильс-Эрик Ульсет | Биатлон      | гонка преследования, стоя (мужчины)      | [ 5 ] |
| 2  | Нильс-Эрик Ульсет | Лыжные гонки | 20 км, стоя (мужчины)                    | [ 6 ] |
| 2  | Хельге Фло | Лыжные гонки | 10 км, с нарушениями зрения (мужчины)    | [ 7 ] |
| 3  | Трюгве Тоскедал Ларсен Вегард Дале Нильс-Эрик Ульсет | Лыжные гонки | открытая эстафета 1x4 / 2x5 км (мужчины) | [ 8 ] |
| 3  | Оле Бьярте Аустеволь Аудун Бакке Хельге Бьёрнстад Киссингер Денг Эскиль Хаген Томас Якобсен Лойд Реми Йохансен Рогер Йохансен Кнут Андре Нордстога Рольф Эйнар Педерсен Томмю Ровельстад Кьель Видар Рёйне Стиг Торе Свее Мортен Вернес | Следж-хоккей |                                          | [ 9 ] |